# Wail al-Shehri
Wail Mohammed al-Shehri (em árabe: وائل الشهري; 'Asir, 31 de julho de 1973 – Nova Iorque, 11 de setembro de 2001) foi um dos cinco sequestradores do Voo 11 da American Airlines, que foi sequestrado e colidido contra a Torre Norte do World Trade Center como parte dos ataques de 11 de setembro.
Shehri era um professor de uma escola primária de Khamis Mushait, na Arábia Saudita. No início de 2000, viajou a Medina para buscar tratamento devido a problemas mentais. Ele e seu irmão mais novo, Waleed, viajaram para o Afeganistão em março de 2000 e se juntaram a um campo de treinamento da Al-Qaeda. Os irmãos foram escolhidos, juntamente com outros da mesma região da Arábia Saudita, para participarem dos ataques de 11 de setembro. Uma vez selecionados, Shehri retornou à Arábia Saudita em outubro de 2000 para obter um passaporte limpo, e depois retornou ao Afeganistão. Em março de 2001, gravou em vídeo seus últimos desejos e um testamento.
Shehri chegou aos Estados Unidos no início de junho de 2001, permanecendo em motéis na área de Boynton Beach, no sul da Flórida. Em 5 de setembro de 2001, Shehri viajou para Boston e registrou-se em um motel com seu irmão. Seis dias depois, Shehri chegou no início da manhã no Aeroporto Internacional Logan de Boston e embarcou no Voo 11 da American Airlines. Quinze minutos após o decolagem, Shehri, junto com seu irmão Waleed e outras três pessoas, sequestraram e deliberadamente derrubaram o avião contra a Torre Norte do World Trade Center às 8:46 da manhã.
Após os ataques, alguns boletins de notícias relataram erroneamente Shehri como um piloto treinado e filho de um diplomata saudita, que ainda estava vivo e bem. A família Shehri em Khamis Mushait falou com a mídia, negando as primeiras notícias, dizendo que os irmãos Shehri desapareceram e que não foram ouvidos desde então.